# Lejławki Wielkie
Lejławki Wielkie – wieś w Polsce położona w województwie warmińsko-mazurskim, w powiecie lidzbarskim, w gminie Orneta. Wieś wchodzi w skład sołectwa Augustyny.
W latach 1975–1998 miejscowość administracyjnie należała do województwa elbląskiego. Wieś znajduje się w historycznym regionie Warmia.